# Raión de Beshankovichy
Beshankovichy (en bielorruso: Бешанковіцкі раён) es un raión o distrito de Bielorrusia, en la provincia (óblast) de Minsk. 
Comprende una superficie de 1 250 km².
El centro administrativo es la ciudad de Beshankovichy.

## Demografía
Según estimación 2010 contaba con una población total de 18 516 habitantes.